# Karahan Tepe
Karahan Tepe is een archeologische site in de provincie Şanlıurfa in Turkije. De site ligt bij Yağmurlu en ongeveer 35 km ten zuidoosten van de site Göbekli Tepe. Archeologen hebben er net als in Göbekli Tepe T-vormige stelae gevonden. Volgens de Dailey Sabah hebben de opgravingen 250 'obelisken' blootgelegd met daarop reliëfs van dieren. De nederzetting was in het Prekeramisch Neolithicum in gebruik.
De site maakt deel uit van het 'Göbeklitepe Culture and Karahantepe Project'. Het gebied staat bij de lokale bevolking bekend als 'Keçiltepe'.

## Ontdekking
De oude structuren in Karahan Tepe werden in 1997 ontdekt door onderzoekers in de buurt Kargali in het Tek Tek Mountains National Park. De site was net als Göbekli Tepe met opzet gevuld met troep en stenen, waardoor de stelae goed bewaard zijn gebleven. 

## Ouderdom
Karahan Tepe lijkt overeen te komen met Göbekli Tepe's laag II en Neval Çori's laag III. Karahan Tepe wordt gerekend tot de  Vroege Prekeramische Neolithische B periode.

## Sites
Andere nederzettingen van dezelfde tijd zijn Sefer Tepe, 15 km noordwaarts en Şanlıurfa-Yenimahalle, 63 km westwaarts. De kleine vondsten van Karahan Tepe zijn te vergelijken met die van Hamzan Tepe.